# Milewskie
Milewskie [miˈlɛfskʲɛ] est un village polonais de la gmina de Jasionówka dans le powiat de Mońki et dans la voïvodie de Podlachie. Il se situe à environ 4 kilomètres au sud de Jasionówka, à 15 kilomètres à l'est de Mońki et à 30 kilomètres au nord de Bialystok.